# آر. کانان
آر. کانان (انگلیسی: R. Kannan؛ زادهٔ ۲۱ ژوئیهٔ ۱۹۷۱) فیلمساز هندی است. او حرفه کارگردانی خود را با فیلم تامیل موفق فاتح (به هندی: Jayamkondaan) در سال ۲۰۰۸ شروع کرد.

## سابقه شغلی
کانان، قبل از اینکه در فیلم‌های مانی راتنام از قبیل بوسه بر روی گونه (۲۰۰۲)، سه نقطه (۲۰۰۴) و گورو حضور یابد، حرفه اش را به عنوان دستیار کارگردان در کنار مانوبالا شروع کرد.

## فیلم‌شناسی
- بیسکویت (۲۰۲۰) کارگردان، نویسنده، تهیه‌کننده
- آشپرخانه عالی هندی (۲۰۲۳) کارگردان

به عنوان بازیگر
- سه نقطه (۲۰۰۴)
- کو (۲۰۱۱)